# Episodi di Archer (quinta stagione)
La quinta stagione della serie animata Archer, dal titolo Archer Vice, composta da 13 episodi, è andata in onda sul canale televisivo FX, dal 13 gennaio al 21 aprile 2014.
In Italia la stagione è stata resa interamente disponibile il 15 gennaio 2016, dal servizio di video on demand Netflix.
| nº USA | nº Ita | Codice di produzione | Titolo originale                      | Titolo italiano                         | Prima TV USA     | Pubblicazione Italia |
| ------ | ------ | -------------------- | ------------------------------------- | --------------------------------------- | ---------------- | -------------------- |
| 1      | 1      | XAR05001             | White Elephant                        | Archer Vice: Presenza scomoda           | 13 gennaio 2014  | 15 gennaio 2016      |
| 2      | 2      | XAR05002             | Archer Vice: A Kiss While Dying       | Archer Vice: Un bacio in punto di morte | 20 gennaio 2014  | 15 gennaio 2016      |
| 3      | 3      | XAR05003             | Archer Vice: A Debt of Honor          | Archer Vice: Debito d'onore             | 27 gennaio 2014  | 15 gennaio 2016      |
| 4      | 4      | XAR05004             | Archer Vice: House Call               | Archer Vice: Visita a casa              | 3 febbraio 2014  | 15 gennaio 2016      |
| 5      | 5      | XAR05005             | Archer Vice: Southbound and Down      | Archer Vice: Southbound and Down        | 24 febbraio 2014 | 15 gennaio 2016      |
| 6      | 9      | XAR05008             | Archer Vice: Baby Shower              | Archer Vice: Baby Shower                | 3 marzo 2014     | 15 gennaio 2016      |
| 7      | 6      | XAR05009             | Archer Vice: Smugglers' Blues         | Archer Vice: Smugglers' Blues           | 10 marzo 2014    | 15 gennaio 2016      |
| 8      | 7      | XAR05006             | Archer Vice: The Rules of Extraction  | Archer Vice: Le regole dell'estrazione  | 17 marzo 2014    | 15 gennaio 2016      |
| 9      | 8      | XAR05007             | Archer Vice: On the Carpet            | Archer Vice: Sul tappeto                | 24 marzo 2014    | 15 gennaio 2016      |
| 10     | 10     | XAR05010             | Archer Vice: Palace Intrigue: Part I  | Archer Vice: Intrigo a palazzo: Parte 1 | 31 marzo 2014    | 15 gennaio 2016      |
| 11     | 11     | XAR05011             | Archer Vice: Palace Intrigue: Part II | Archer Vice: Intrigo a palazzo: Parte 2 | 7 aprile 2014    | 15 gennaio 2016      |
| 12     | 12     | XAR05012             | Archer Vice: Filibuster               | Archer Vice: Ostruzionismo              | 14 aprile 2014   | 15 gennaio 2016      |
| 13     | 13     | XAR05013             | Archer Vice: Arrival/Departure        | Archer Vice: Arrivo/Partenza            | 21 aprile 2014   | 15 gennaio 2016      |

## Archer Vice: Presenza scomoda
- Titolo originale: White Elephant
- Diretto da: Bryan Fordney e Adam Reed (non accreditato)
- Scritto da: Adam Reed

### Trama
Durante il compleanno di Malory, l'FBI irrompe nel palazzo dell'ISIS per arrestare il gruppo con l'accusa di spionaggio illegale e nella sparatoria che ne segue viene ucciso Brett. La squadra riesce tuttavia a trattare con l'FBI e a evitare la prigione, decidendo poi di entrare nel mondo del narcotraffico per vendere la cocaina nascosta nello studio di Malory.
- Guest star: Gary Cole (agente speciale Hawley), Fred Armisen (Gustavo Calderon), Thomas Lennon (Charles) e Blake Perlman (la Madrina).
- Ascolti USA: telespettatori 1.645.000[3].

## Archer Vice: Un bacio in punto di morte
- Titolo originale: Archer Vice: A Kiss While Dying
- Diretto da: Adam Reed (non accreditato)
- Scritto da: Adam Reed

### Trama
Il gruppo si trasferisce nel palazzo di Cheryl/Carol e successivamente Lana e Archer vengono incaricati di portare a Miami 20 kg di cocaina, nascosti su Pam, per venderla grazie all'amico di Archer, Ramon.
- Guest star: Thomas Lennon (Charles) e Ron Perlman (Ramon Limon).
- Ascolti USA: telespettatori 1.167.000[4].

## Archer Vice: Debito d'onore
- Titolo originale: Archer Vice: A Debt of Honor
- Diretto da: Bryan Fordney e Adam Reed (non accreditato)
- Scritto da: Adam Reed

### Trama
Il gruppo, dopo l'ultima vendita, si ritrova in mano solamente soldi falsi e decide comunque di investirli nell'acquisto di armi. Pam però decide di utilizzarli per comprarsi metanfetamine dalla Yakuza. La Yakuza, una volta scoperto l'imbroglio, mette sotto assedio la nuova sede della squadra.
- Guest star: Ron Leibman (Ron Cadillac) e George Takei (Mr. Moto).
- Ascolti USA: telespettatori 1.128.000[5].

## Archer Vice: Visita a casa
- Titolo originale: Archer Vice: House Call
- Diretto da: Bryan Fordney e Adam Reed (non accreditato)
- Scritto da: Adam Reed

### Trama
Un agente dell'FBI bussa alla porta e la squadra deve fare in modo che non trovi la cocaina nascosta nella dispensa. Nel mentre Cheryl/Carol inizia a studiare canto e a Pam peggiora ulteriormente la sua tossicodipendenza.
- Guest star: Gary Cole (agente speciale Hawley) e Ron Leibman (Ron Cadillac).
- Ascolti USA: telespettatori 1.128.000[6].

## Archer Vice: Southbound and Down
- Titolo originale: Archer Vice: Southbound and Down
- Diretto da: Adam Reed (non accreditato)
- Scritto da: Adam Reed e Ben Hoffman

### Trama
Archer organizza un tour bus per Cheryl/Carol, ora diventata Cherlene, per portarla a un festival musicale in Texas. Le cose si mettono male quando Pam inizia a far amicizia con i camionisti.
- Ascolti USA: telespettatori 1.049.000[7].

## Archer Vice: Baby Shower
- Titolo originale: Archer Vice: Baby Shower
- Diretto da: Adam Reed (non accreditato)
- Scritto da: Adam Reed

### Trama
Krieger inizia a vendere la cocaina online, mentre il resto della squadra organizza una festa a sorpresa per il futuro nascituro di Lana. Archer, per migliorare ulteriormente la festa, decide di invitare Kenny Loggins.
- Guest star: Kenny Loggins (se stesso).
- Ascolti USA: telespettatori 954.000[8].

## Archer Vice: Smugglers' Blues
- Titolo originale: Archer Vice: Smugglers' Blues
- Diretto da: Adam Reed (non accreditato)
- Scritto da: Adam Reed

### Trama
Senza il permesso di Malory, Archer parte in missione per la Colombia per vendere della cocaina, portando con sé Ray e Cyril.
- Guest star: Blake Perlman (la Madrina).
- Ascolti USA: telespettatori 874.000[9].

## Archer Vice: Le regole dell'estrazione
- Titolo originale: Archer Vice: The Rules of Extraction
- Diretto da: Adam Reed (non accreditato)
- Scritto da: Adam Reed

### Trama
Archer, Ray e Cyril, mentre vengono trasportati in prigione, fanno un incidente stradale e si ritrovano dispersi nella giungla. Nel mentre, Malory viene aiutata a tirarsi su di morale da Pam, Cheryl/Carol e Lana.
- Ascolti USA: telespettatori 1.081.000[10].

## Archer Vice: Sul tappeto
- Titolo originale: Archer Vice: On the Carpet
- Diretto da: Bryan Fordney e Adam Reed (non accreditato)
- Scritto da: Adam Reed

### Trama
Archer, Ray e Cyril ritornano dal Sud America con un carico d'armi, dato loro in cambio della cocaina.
- Guest star: Christian Slater (Slater) e Fred Armisen (Gustavo Calderon).
- Ascolti USA: telespettatori 954.000[11].

## Archer Vice: Intrigo a palazzo: Parte 1
- Titolo originale: Archer Vice: Palace Intrigue: Part I
- Diretto da: Bryan Fordney e Adam Reed (non accreditato)
- Scritto da: Adam Reed

### Trama
Archer e il resto della squadra sono ospiti del dittatore Gustavo Calderon e di sua moglie Juliana. Calderon è un grande fan di Cherlene, mentre la moglie va a letto con Archer.
- Guest star: Fred Armisen (Gustavo Calderon) e Lauren Cohan (Juliana Calderon).
- Ascolti USA: telespettatori 918.000[12].

## Archer Vice: Intrigo a palazzo: Parte 2
- Titolo originale: Archer Vice: Palace Intrigue: Part II
- Diretto da: Bryan Fordney e Adam Reed (non accreditato)
- Scritto da: Adam Reed

### Trama
Archer tenta di mantenere segreta la sua scappatella con Juliana e intanto Krieger viene obbligato a stare con i suoi fratelli-cloni.
- Guest star: Fred Armisen (Gustavo Calderon) e Lauren Cohan (Juliana Calderon).
- Ascolti USA: telespettatori 865.000[13].

## Archer Vice: Ostruzionismo
- Titolo originale: Archer Vice: Filibuster
- Diretto da: Adam Reed (non accreditato)
- Scritto da: Adam Reed

### Trama
Cyril diventa il nuovo dittatore di San Marcos, mentre Archer decide di unirsi alla resistenza, scoprendo che ai suoi vertici c'è la CIA.
- Guest star: Christian Slater (Slater), Lauren Cohan (Juliana Calderon), Gary Cole (agente speciale Hawley) e Fred Armisen (Gustavo Calderon).
- Ascolti USA: telespettatori 1.074.000[14].

## Archer Vice: Arrivo/Partenza
- Titolo originale: Archer Vice: Arrival/Departure
- Diretto da: Adam Reed (non accreditato)
- Scritto da: Adam Reed

### Trama
Archer aiuta Lana a partorire, mentre Ray e Krieger tentano di evitare il lancio di un missile con gas nervino. Al termine dell'episodio Lana rivela ad Archer di essere lui il padre della figlia appena nata.
- Guest star: Christian Slater (Slater), Lauren Cohan (Juliana Calderon) e Gary Cole (agente speciale Hawley).
- Ascolti USA: telespettatori 679.000[15].